# Baccharidinae
Baccharidinae es una subtribu perteneciente a la subfamilia Asteroideae dentro de las asteráceas.
*Nota: la grafía original correcta, es decir la empleada por Christian Friedrich Lessing, es Baccaridinae.

## Distribución
Las especies de esta tribu se distribuyen principalmente en América del Sur y Centroamérica.

## Sinónimos
- Baccharidoideae Burmeist.
- Heterothalaminae Endl.[2]

## Géneros
La subtribu comprende a lo menos 6 géneros y unas 500 especies aceptadas.
- Archibaccharis Heering, 1904 (36 spp.)
- Baccharis L., 1753 (407 spp.)
- Heterothalamus Less., 1830 (2 spp.)
- Commidendrum DC., 1833 (5 spp.)
- Melanodendron DC., 1833 - Género monoespecífico aún discutido
- Microglossa DC., 1833 (9spp.)
- Psiadia  N.J.Jacquin ex Willdenow, 1803 (42 spp.)
- Psiadiella Humbert, 1923 - Género monoespecífico aún discutido[3]

Otras fuentes consideran que solo Archibaccharis, Baccharis y Heterothalamus son géneros válidos, los otros quedándose no incluidos aún en ninguna de las subtribus.